# 城口景天
城口景天（学名：Sedum bonnieri）是景天科景天属的植物，为中国的特有植物。分布于中国大陆的陕西、四川等地，生长于海拔500米至1,400米的地区，多生长在林下石上，目前尚未由人工引种栽培。